# Romelu Lukaku
Romelu Menema Lukaku Bolingoli (født 13. maj 1993) er en belgisk fodboldspiller, der spiller for den engelske Premier League-klub Chelsea. Han spiller derudover også for det belgiske fodboldlandshold. Han er bror til Jordan Lukaku.

## Klubkarriere

### Anderlecht
På sin 16 års fødselsdag den 13. maj 2009, skrev Lukaku under på en professionel kontrakt med klubben, som udløb i 2012.
Den 24. maj 2009, blot 11 dage efter han havde skrevet sin kontrakt med klubben, fik han sin debut for klubben i den Belgiske Pro League.
Lukaku fortsatte sine imponerende præstationer og blev som bare 16-årig topscorer i den belgiske liga.
Dette fik flere klubber til at opdage det belgiske stortalent, og det endte med et skifte til Premier League i 2011

### Chelsea
I august 2011 blev det offentliggjort, at Lukaku skiftede til Premier League-klubben Chelsea. Lukaku skrev under på en 5-årig kontrakt.
Den 10. august 2012 blev Lukaku udlejet til West Bromwich. Han underskrev her en sæson-lang lejekontrakt. 8 dage efter han var kommet til klubben, scorede han sit første mål for klubben i 3-0 sejren mod Liverpool.
Han vendte herefter tilbage til Chelsea, og spillede 2 ligakampe i starten af 2013/14 sæsonen. Han kom også i spil fra bænken i UEFA Super Cuppen 2013 imod Bayern München, hvor han formåede at brænde det afgørende straffespark i straffesparkskonkurrencen. Træner José Mourinho udlejede Lukaku til Everton i sommeren 2013. Her spillede han på leje frem til sommeren 2014.

### Everton
I juli 2014 blev Lukaku solgt permanent fra Chelsea til Everton for en pris svarende til ca. 263 millioner danske kroner.

## Landshold
Lukaku står (pr. juni 2018) noteret for 71 kampe og 40 scoringer for det belgiske landshold, som han debuterede for i 2010. Han var en del af den belgiske trup, der nåede kvartfinalerne ved VM i 2014 i Brasilien, og deltog også ved EM 2016 og VM 2018.
Lukaku er den mest scorende spiller nogensinde for det belgiske landshold.

## Personlige liv
Lukaku er født i nord Belgien i Antwerpen. Hans far, Roger Lukaku, var også professionel fodboldspiller. Hans lillebror, Jordan Lukaku, er også professionel fodboldspiller, og spillede ligeledes for Anderlecht's akademi.